# Piz Muragl
Piz Muragl je hora nalézající se v horské skupině Livignské Alpy východně od obce Pontresina ve švýcarském kantonu Graubünden. Hora má dvojitý vrchol, který se pyšně a impozantně tyčí zejména ze severu. Východní vrchol je vyšší (3156 m n. m.), zatímco západní vrchol (3150 m n. m.), ležící západněji, je nejvýraznější. Kvůli rozsáhlému výhledu na horskou skupinu Bernina a snadné dostupnosti lanovkou na Muottas Muragl je vrchol často navštěvován v zimě i v létě.

## Poloha a okolí

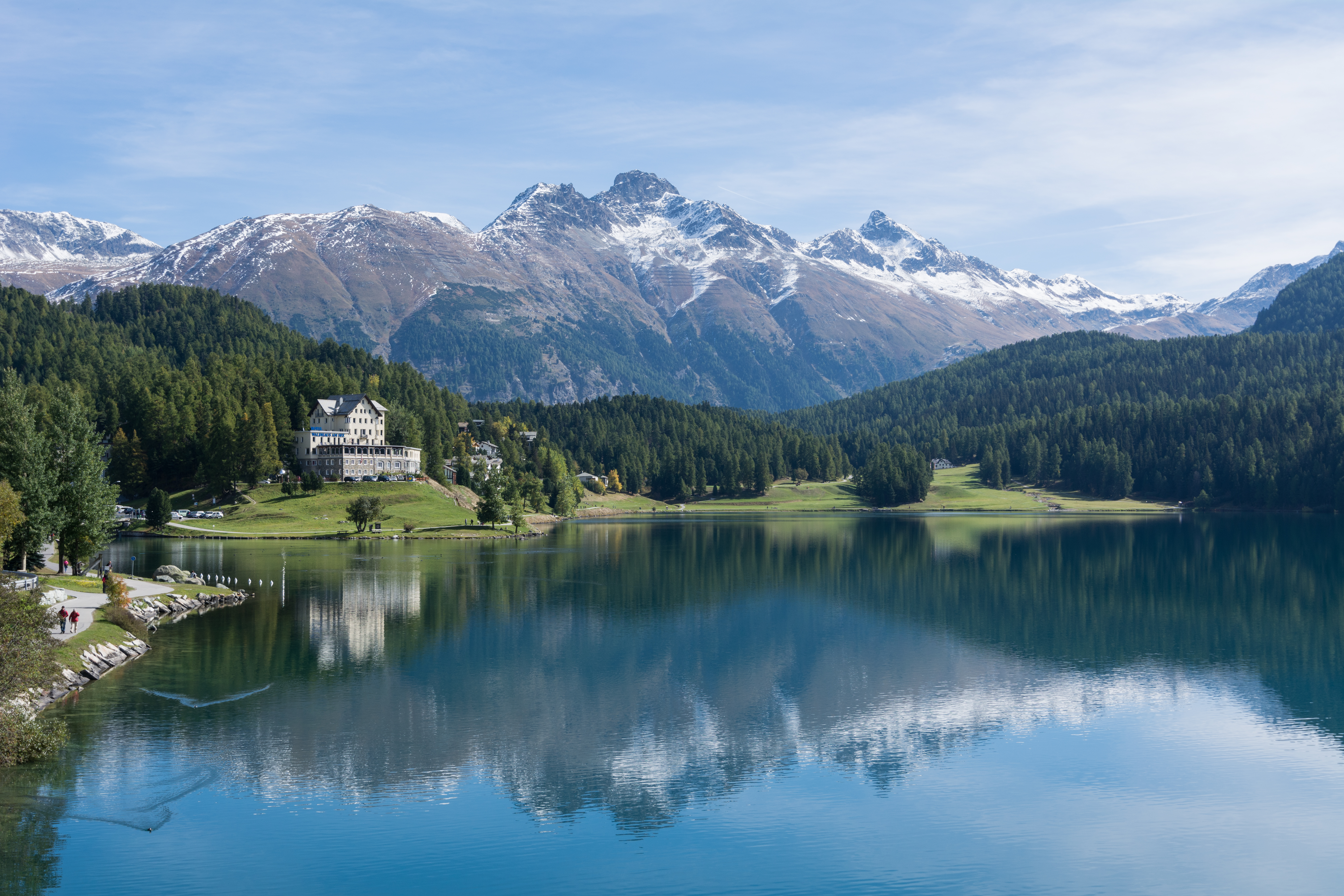
zleva Munt la Bês-cha, Las Sours, Piz Muragl a Piz Languard, pohled odSt. Moritzersee.

Piz Muragl patří do skupiny Piz Languard, podskupiny Livignských Alp. Vrcholem probíhá hranice obcí Pontresina a Samedan. Piz Muragl sousedí na jihozápadě s údolím Val Bernina a na severu s údolím Val Muragl.
K sousedním vrcholům patří Munt la Bês-cha a Las Sours na severozápadě, Piz Clüx a Piz Languard na jihovýchodě a Piz Vadret a [Il Corn] na severovýchodě.
Nejvzdálenějším viditelným bodem (♁45° 16′ 54″ s. š., 7° 3′ 2,6″ v. d.) z vrcholu Piz Muragl je 261 km vzdálený Pointe de Charbonnel (3752 m) jihovýchodně od Bessans v Grajských Alpách v departementu Savojsko, region Auvergne-Rhône-Alpes.
Na severní a východní straně Piz Muragl se v minulosti nacházely dva ledovce. Dnes však téměř vymizely.
Údolním městem je Pontresina, častými výchozími body jsou horní stanice lanovek Muottas Muragl a Alp Languard.

## Letní trasy
- Z Pontresiny přes jihozápadní hřeben - výchozí bodem je Pontresina (1805 m) nebo Alp Languard (2327 m) na západní vrchol a pak na nejvyšší nadmořskou výšku. Chodník vede převážně pěším terénem, nutná zvýšená jistota, lezecké úseky jsou přehledné a bezproblémové. Délka túry 3 hodiny z Pontresiny nebo 1,5 hodiny z Alp Languard.

- Z Pontresiny přes severozápadní hřeben - výchozí bodem je Pontresina (1805 m) nebo Alp Languard (2327 m) a dále přes Foura da l'Amd'Ursina na vrchol. Na túře jsou úseky s nutným opakovaným jištěním a delší, exponované lezecké úseky. Délka túry 3,5 hodiny z Pontresiny nebo 2 hodiny z Alp Languard.

- Traverz hřebene z Las Sours - výchozím bodem je Las Sours (3007 m) a dále přes severozápadní hřeben. Na túře jsou úseky s nutným opakovaným jištěním a delší, exponované lezecké úseky. Délka túry 2 hodiny.

- Z Punt Muragl přes severozápadní hřeben - výchozím bodem je Punt Muragl (1738 m) nebo Muottas Muragl (2454 m) a dále přes Lej Muragl na vrchol. Na túře jsou úseky s nutným opakovaným jištěním a delší, exponované lezecké úseky. Délka túry 4,5 hodiny z Punt Muragl, 2,75 hodiny z Muottas Muragl, 1,5 hodiny z Lej Muragl.

- Z Punt Muragl přes severní hřeben - výchozím bodem je Punt Muragl (1738 m) nebo Muottas Muragl (2454 m) a dále přes Lej Muragl. Na túře jsou úseky s nutným opakovaným jištěním a delší, exponované lezecké úseky. Délka túry 4,5 hodiny z Punt Muragl, 2,75 hodiny z Muottas Muragl.

## Zimní trasy
- Od Muottas Muragl - výchozí bodem je Muottas Muragl (2454 m) a dále přes Tschimas da Muottas, Lej Muragl, Gianda Viva, severně od Piz Clüx a lyžařské depo ve výšce 3070 m na vrchol. Na trase jsou kratší skluzy, mírně skloněné, převážně otevřené svahy s krátkými strmými stupni. Překážky s možností vyhýbání se (nutné klopené zatáčky). Délka túry 3 hodiny

- Sestup do Pontresiny přes Costa dals Süts, Alp Languard, severně od God Languard do cíle v Pontresině (1805 m). Na trase jsou delší kluzké cesty s možností brzdění (riziko zranění), překážky ve středně strmém terénu vyžadují dobrou reakci (nutné bezpečné zatáčky).

## Galerie

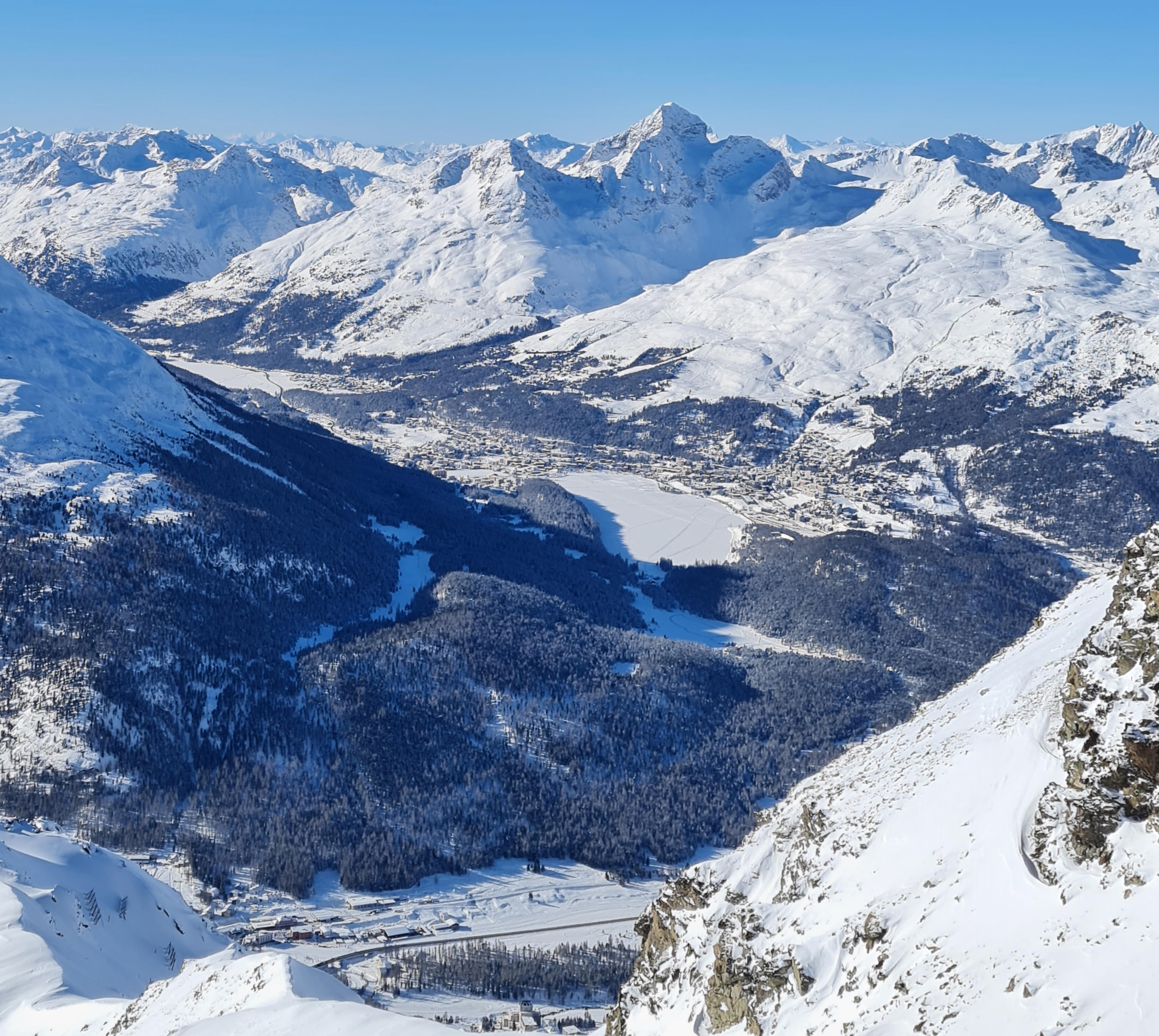
pohled z Piz Muragl na Oberengadin.
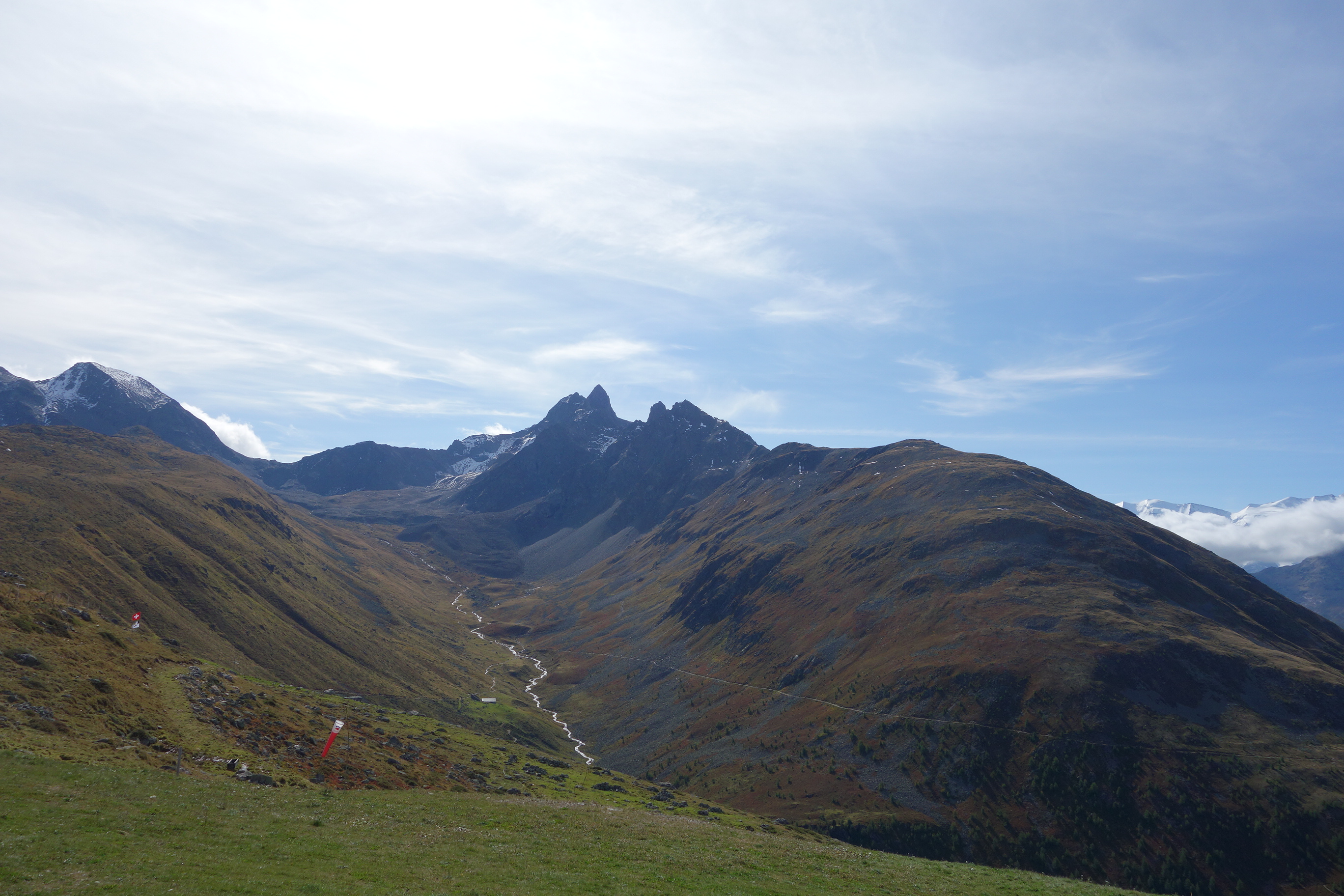
zleva Piz Vadret, Piz Clüx, Piz Muragl, Las Sours a Munt la Bês-cha,od Muottas Muragl. Vrchol Piz Muragl (vpravo) je západní vrchol, méně výrazný vrchol (vlevo) je hlavní vrchol.
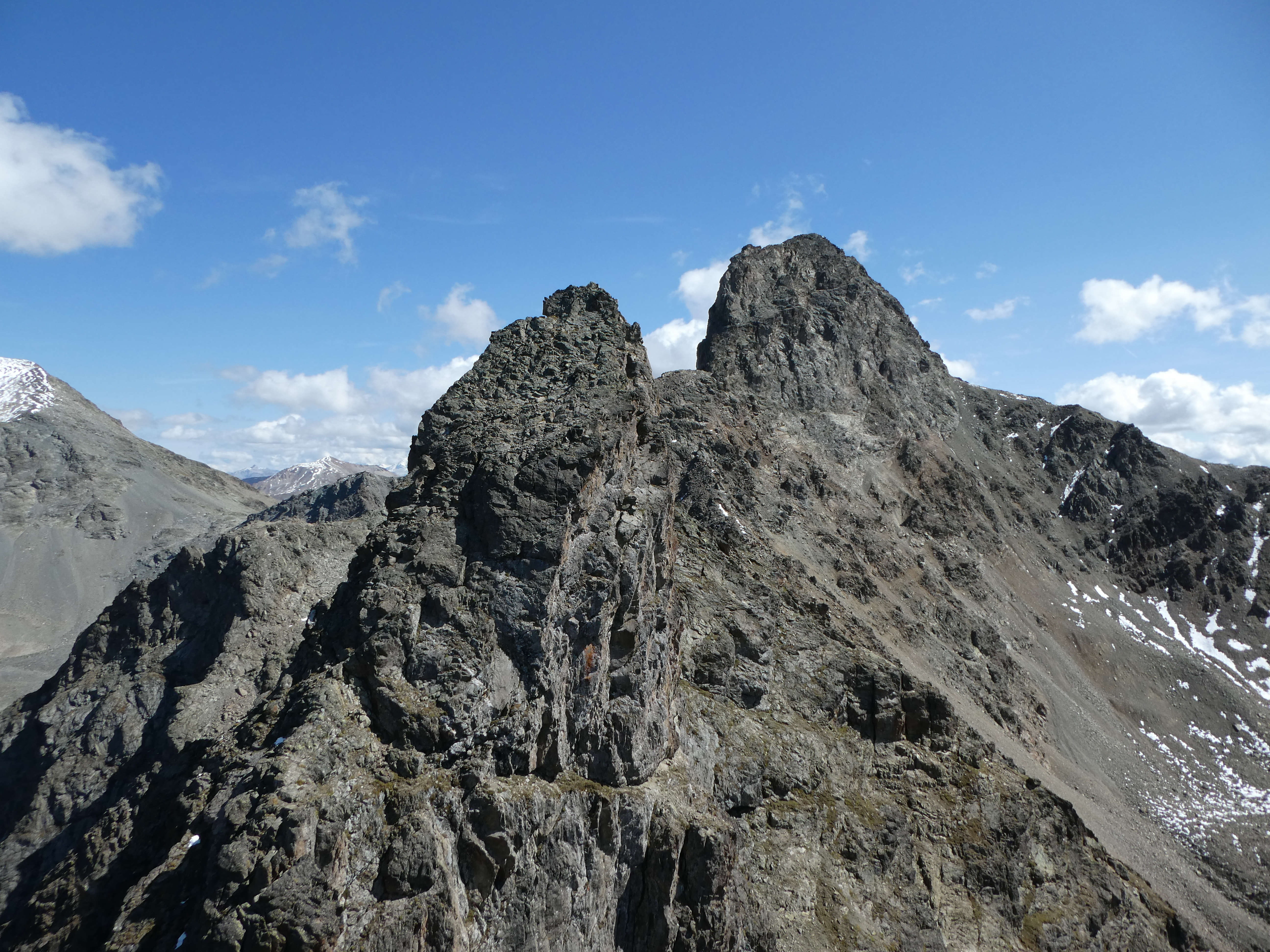
Hlavní vrchol z Las Sours a západní výběžek Piz Muragl (vpravo).